# 漆油
漆油是从漆树籽（漆树的种子）中提炼的植物油。